# Liamone
Pour les articles homonymes, voir Liamone (homonymie).
Le Liamone est un fleuve côtier français de l'île de Corse, dans le département de la Corse-du-Sud, qui se jette dans la mer Méditerranée.

## Géographie
La longueur de son cours est de 40,9 km.
Le Liamone prend sa source sur le versant occidental du monte Cimatella (haut de 2 099 mètres), sur le territoire de la commune de Letia, à l'altitude 1 850 mètres. Dans son cours supérieur, il forme la cascade de Piscia a l'onda entre l'altitude 546 mètres et l'altitude 514 mètres. Après un parcours impétueux de près de 41 kilomètres, il se jette dans le golfe de Sagone au nord d'Ajaccio, entre les deux communes de Coggia et Casaglione.
Le fleuve Liamone ne se jette pas directement dans la mer, la plage de Liamone l'en sépare en effet.
Les fleuves côtiers voisins sont au nord le Porto, au sud le Prunelli.

### Communes et cantons traversés
Entièrement dans le département de la Corse-du-Sud, le Liamone traverse ou longe les dix communes suivantes de Letia, Murzo, Vico, Rosazia, Arbori, Lopigna, Arro, Ambiegna, Coggia et Casaglione.
Le fleuve arrose deux cantons : le Liamone prend sa source dans le canton des Deux-Sorru et conflue dans celui de Cruzini-Cinarca, dans l'arrondissement d'Ajaccio.

### Bassin versant
Le Liamone traverse trois zones hydrographiques Y810, Y811, Y812 pour une superficie totale de 367 km2. Ce bassin versant est constitué à 95,74 % de « forêts et milieux semi-naturels », à 4,19 % de « territoires agricoles », à 0,27 % de « territoires artificialisés », à 0,02 % de « zones humides ».

### Organisme de bassinou organisme gestionnaire
L'organisme gestionnaire est le Comité de bassin de Corse, depuis la loi corse du 22 janvier 2002.

## Affluents
Le Liamone a vingt-six tronçons affluents contributeurs référencés dont les principaux affluents sont :
- Le Fiume Grossu, 18,6 km, qui conflue en rive gauche à Letia, non loin de Guagno-les-Bains.
- le Cruzzini qui lui donne ses eaux en rive gauche au niveau du lieu-dit Pont-de-Truggia sur le territoire d'Arbori.

ainsi que les ruisseaux de Botaro (rd) et de Catena (rd) d'environ 7 kilomètres de long.

### Rang de Strahler
Le rang de Strahler est de quatre par le Guagno ou le Crizzini.

## Hydrologie
Le Liamone est un petit fleuve très abondant, plus que la moyenne des cours d'eau corses pourtant déjà puissamment alimentés en général. 

### Le Liamone à Arbori
Son débit a été observé depuis le 1er octobre 1967 , à Arbori, au lieu-dit Pont-de-Truggia situé à une dizaine de kilomètres de son embouchure dans la Méditerranée et à 50 m d'altitude. Le bassin versant de la rivière y est de 322 km2 soit la presque totalité de ce dernier de 367 km2.
Le module du fleuve à Arbori est de 9,08 m3/s.
Le Liamone présente des fluctuations saisonnières de débit bien marquées, comme c'est généralement le cas en région méditerranéenne. Les hautes eaux se produisent en hiver ainsi qu'au printemps et portent le débit mensuel moyen à un niveau situé entre 9,68 et 15,4 m3/s, de novembre à mai inclus (avec trois maxima, en novembre, février et avril). Dès la seconde moitié du mois de mai, les débits diminuent et s'effondrent en juin, menant ainsi aux basses eaux d'été. Celles-ci sont brèves et ont lieu en juillet et en août, s'accompagnant d'une baisse du débit moyen mensuel allant jusqu'à 1,00 m3/s au mois d'août, ce qui reste appréciable par ailleurs. Mais les fluctuations sont bien plus prononcées sur de courtes périodes, et variables selon les années.

### Étiage ou basses eaux
À l'étiage, le VCN3 peut chuter jusque 0,220 m3/s, en cas de période quinquennale sèche, soit 220 litres par seconde, ce qui est assez bas, mais parfaitement normal dans le contexte de l'île. Le VCN3 de août 2003 était de 0,281 m3/s

### Crues
Les crues peuvent être très importantes. Les QIX 2 et QIX 5 valent respectivement 440 et 640 m3/s. Le QIX 10 est de 770 m3/s, le QIX 20 de 900 m3/s, tandis que le QIX 50 dépasse les 1 000 m3/s. Le volume de ces crues dépassent de loin celles de la Marne ou de l'Yonne, quoique issues d'un bassin plutôt minuscule.
Le débit instantané maximal enregistré à la station a été de 1 070 m3/s le 6 novembre 2000, tandis que la valeur journalière maximale était de 454 m3/s le 3 novembre de la même année. En comparant la première de ces valeurs à l'échelle des QIX de la rivière, il ressort que cette crue était d'ordre cinquantennal et donc assez exceptionnelle. La hauteur maximale instantanée a été de 743 cm ou 7,43 m le même 6 novembre 2000.

### Lame d'eau et débit spécifique
Le Liamone est une rivière fort abondante, puissamment alimentée par des précipitations elles aussi abondantes, dans la région de la chaîne de sommets de plus de 2 000 mètres allant du Monte Tozzo au Monte d'Oro. La lame d'eau écoulée dans son bassin versant est de 892 millimètres annuellement, ce qui est très élevé, près de trois fois supérieur à la moyenne d'ensemble de la France, et l'un des niveaux les plus abondants de l'île. Le débit spécifique du fleuve (ou Qsp) atteint 28,2 litres par seconde et par kilomètre carré de bassin.

## Le département du Liamone
Le fleuve a aussi donné son nom au département du Liamone, ancien département français, dont le chef-lieu était Ajaccio. Créé en 1793 lors de la première partition de la Corse, il fut supprimé en 1811 quand le département de la Corse fut restauré.
En 1976, le département de la Corse-du-Sud fut créé avec des limites équivalentes à celui du Liamone.
Pour les circonscriptions administratives de ce département, voir les informations dans l'article sur la Corse.

## Histoire
Selon la légende, le Liamone a deux frères, le fleuve Golo et le fleuve Tavignano.
« Un jour, il fit si froid que les trois frères eurent l'idée d'aller près de la mer pour s'y réchauffer ».
Le Golo et le Tavignano partirent dans la même direction, vers l'Est. Ils étaient bien déterminés à arriver premier.
Mais le Liamone n'était pas au courant de la course que se livraient ses frères, se hâtait lentement, flânant au gré de ses envies.
« Alors qu'il était encore bien loin de la plaine, le Liamone rencontra Satan ».
Celui-ci informa le fleuve de la course et de son retard pris par rapport à ses frères. Le Liamone affolé se demanda comment gagner cette course. Le diable lui proposa un  pacte que le fleuve accepta.
« Le marché était simple et facile à respecter pour ce fleuve impétueux. En échange de son aide », le fleuve devra sacrifier une victime par an jusqu'à la fin des temps.